# 毛利房嘉
毛利 房嘉（もうり ふさよし、天明7年（1787年） - 文化4年9月19日（1807年10月20日））は、長州藩一門家老である阿川毛利家の12代当主。
毛利就貞の養子。実父は厚狭毛利就宣。兄弟に毛利房晁（兄）、毛利房謙（弟）がいる。正室は益田親愛の娘。子に毛利熙徳、毛利広悌。通称は新十郎、伊予。

## 生涯
天明7年（1787年）、一門厚狭毛利就宣の次男として生まれる。文化元年（1804年）、養父・毛利就貞の遺跡を相続し阿川領主となる。藩主毛利斉房に仕え、その偏諱「房」の字を授けられた。
文化4年（1807年）9月19日早世。享年21。家督は、嫡男の長教（改め熙徳）が2歳で相続した。